# 海田町事件
海田町事件（かいたちょうじけん）は、2022年（令和4年）6月、広島県安芸郡海田町で発生した強盗致死・監禁・死体遺棄事件。被害者男性（当時71歳）の遺体が発見されていないことから、報道では「遺体なき強盗致死事件」と呼ばれた。  
事件は、投資金返還を名目に被害者を事務所で監禁・暴行し、現金を奪ったうえ死亡させたとされる。主犯格の当時32歳の男Iは、SNS上で「詐欺師撲滅」などを掲げた債権回収集団「釈迦憎」を名乗って活動していたことが報じられている。  
2024年10月に主犯格の男Iに対して無期懲役判決が言い渡され、2025年7月22日に広島高裁で控訴棄却により確定した。一部報道やSNSでは、事件後も「釈迦憎」名義の債権回収・復讐代行活動が継続しているとされる。

## 概要
2022年6月、当時71歳の会社経営者男性が事務所で監禁され、長時間の暴行を受けた後に死亡したとされる。現場から血痕が発見されたが遺体は未発見。暴行や脅迫の音声記録（「1000万円返せ」「あばら全部折ってくからな」等）が証拠として押収された。

## 被告人
主犯格の男I（住所不定、古物商、当時32歳）のほか男女6人の計7人が逮捕・起訴され、それぞれ有罪判決を受けた。

## 経緯（時系列）
- 2022年6月2日 – 海田町の事務所で被害者が監禁され暴行を受けた[3]。
- 2022年10月27日 – 関与度の低い女性被告に懲役8か月・執行猶予2年判決[7]。
- 2023年2月13日 – 男女7人全員を強盗致死容疑で再逮捕[8]。
- 2023年3月6日 – 強盗致死で起訴[1]。
- 2023年11月16日 – 共犯の41歳女に懲役2年8か月・執行猶予4年判決[9]。
- 2023年12月26日 – 共犯の38歳女に懲役3年10か月判決[10]。
- 2024年7月11日 – 共犯の46歳女に懲役11年判決[11]。
- 2024年10月10日 – Iに無期懲役判決[12]。
- 2025年7月22日 – 広島高裁がIの控訴棄却[4]。

## 主犯格の男と「釈迦憎」
Iは事件前からSNS上で「詐欺撲滅」「24時間対応」などを掲げ、暴力的手段による債権回収を行う集団「釈迦憎」を名乗っていた。
一部報道では、事件後も「釈迦憎」名義の債権回収や復讐代行活動が継続しているとされる。

## 評価
2025年の控訴審判決は「被害者の人格を一顧だにしない残虐極まりない犯行」と断じ、遺体未発見でも有罪認定を維持した。